# Serrapinnus kriegi
Serrapinnus kriegi es una especie de peces de la familia Characidae en el orden Characiformes.

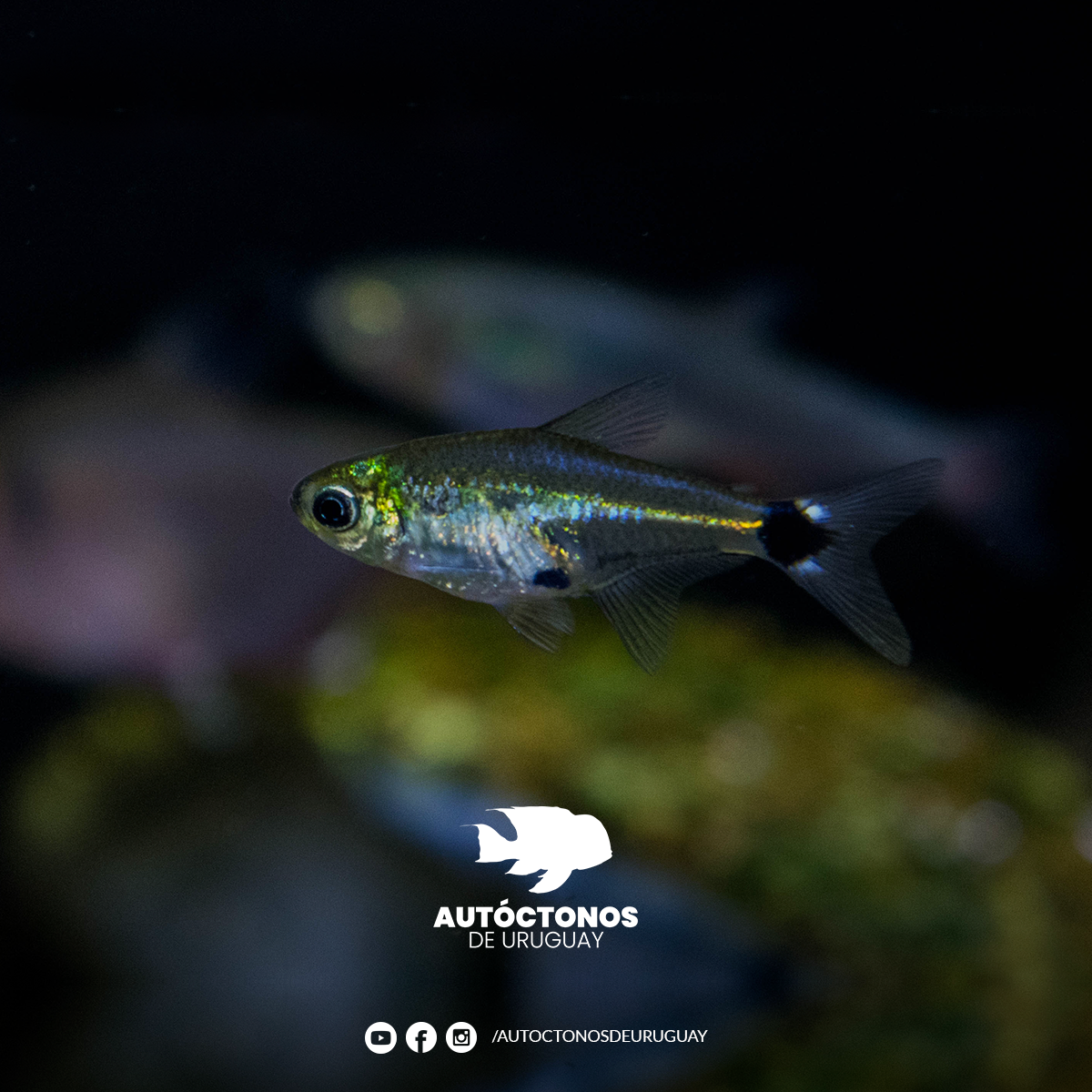
Serrapinnus kriegi - Autóctonos de Uruguay

## Morfología
Especie de pequeño tamaño, puede llegar alcanzar los 2,4 cm de longitud estándar.

## Reproducción
Es ovíparo.

## Hábitat
Vive en zonas de clima tropical entre 24 °C - 27 °C de temperatura.

## Distribución geográfica
Se encuentran en Sudamérica:  cuencas de los ríos Paraguay, Paraná y Uruguay.